# 혼고촌 (야마구치현)
혼고촌(本郷村)은 야마구치현 동부에 있던 촌이다. 2006년 3월 20일, 이와쿠니시 및 구가군내 정촌과 합병해 신 이와쿠니시가 되어 촌역은 이와쿠니시 혼고마치가 되었다.
유일한 촌이였던 혼고촌이 폐지됨에 따라 야마구현내 촌이 소멸하였다.

## 역사
- 1889년 4월 1일 - 정촌제 시행에 의해 합병전의 정역인 혼고촌이 성립하였다.
- 1911년 7월 1일 - 가와야마촌의 일부 (오아자 나미노)를 편입하였다.
- 2006년 3월 20일 - 유정, 구가정, 니시키정, 슈토정, 미카와정, 미와정과 및 이와쿠니시와 합병해 새로운 이와쿠니시가 성립하였다. 동일 혼고촌은 폐지되었다.

## 교통
촌내에는 철도 노선은 다니지 않는다. 철도를 이용할 경우 가장 가까운 역은 니시키가와 철도 니시키가와세이류 선 가와야마역으로 이용했었다.

## 도로
- 야마구치현도 제59호선
- 야마구치현도 제69호선
- 야마구치현도 제130호선
- 야마구치현도 제131호선
- 야마구치현도 제134호선